# Відув (Мазовецьке воєводство)
Відув (пол. Widów) — село в Польщі, у гміні Бельськ-Дужий Груєцького повіту Мазовецького воєводства. Населення — 101 особа (2011). Розташоване приблизно за 7 кілометрів на схід від Бельськ-Дужого, 6 км на південь від Груєца та 45 км на південь від Варшави.
У 1975—1998 роках село належало до Радомського воєводства.

## Демографія
Демографічна структура станом на 31 березня 2011 року:
|          | Загалом | Допрацездатний вік | Працездатний вік | Постпрацездатний вік |
| -------- | ------- | ------------------ | ---------------- | -------------------- |
| Чоловіки | 51      | 8                  | 31               | 12                   |
| Жінки    | 50      | 8                  | 30               | 12                   |
| Разом    | 101     | 16                 | 61               | 24                   |